# Ruská okupace části Gruzie
Ruská okupace Jižní Osetie a Abcházie započala invazí ruské armády 8. srpna 2008 a trvá doposud. Invazi a samotné okupaci předcházela snaha Gruzie orientovat se na Západ, na struktury NATO a EU a ještě dřívější (přinejmenším od dob rozpadu SSSR zřetelná) snaha Jižní Osetie a Abcházie se od Gruzie odtrhnout, v čemž byly obě země podporovány Ruskem. Bezprostřední příčinou byl pokus Gruzie dostat vojenským útokem pod kontrolu Jižní Osetii, což se stalo spouštěčem ruského protiútoku a invaze. Krátce po ní, ještě ten rok, Rusko a několik málo dalších zemí uznalo suverenitu obou separatistických zemí. Na přelomu let 2014 a 2015 pak podepsalo Rusko s oběma regiony asociační dohody. Jižní Osetie na základě dohody začala integrovat svou ekonomiku do ruské a fakticky zrušila státní hranice s Ruskem, oba regiony pak dle dohody začlenily své vojenské jednotky pod ruské vedení. Gruzínští představitelé tento vývoj označili za „plíživou anexi“.
V srpnu 2023 se rok a půl od zahájení probíhající ruské invaze na Ukrajinu vyjádřil místopředseda ruské bezpečnostní rady a bývalý prezident Ruska Dmitrij Medveděv, který prosazuje co nejtvrdší postup vůči Západu a Ukrajině, že by mohlo dojít ke skutečné anexi obou gruzínských separatistických území. Zároveň v článku k 15. výročí invaze do Gruzie obvinil Západ, že stupňuje napětí, když připouští připojení Gruzie do NATO.